# CENPF
CENPF‏ (Centromere protein F) هوَ بروتين يُشَفر بواسطة جين CENPF في الإنسان.